# یی‌نیو
یی‌نیو (کره‌ای: 의녀; هانجا: 醫女; lit. "medicine women") پزشکان زنی بودند که در دوران چوسان (۱۳۹۲ – ۱۹۱۰) کره در درمان زنان تخصص داشتند. یی‌نیو به عنوان راه حلی برای تابوهای اجتماعی زنان و درمان توسط پزشکان مرد به وجود آمد. سیستم یی‌نیو برای نخستین بار در سال ۱۴۰۶ پس از دستور ته‌جونگ چوسان در جه‌سِنگ‌وون (濟生院 مراکز بهداشتی درمانی برای افراد عادی) اجرا شد.